# Piepenkopf

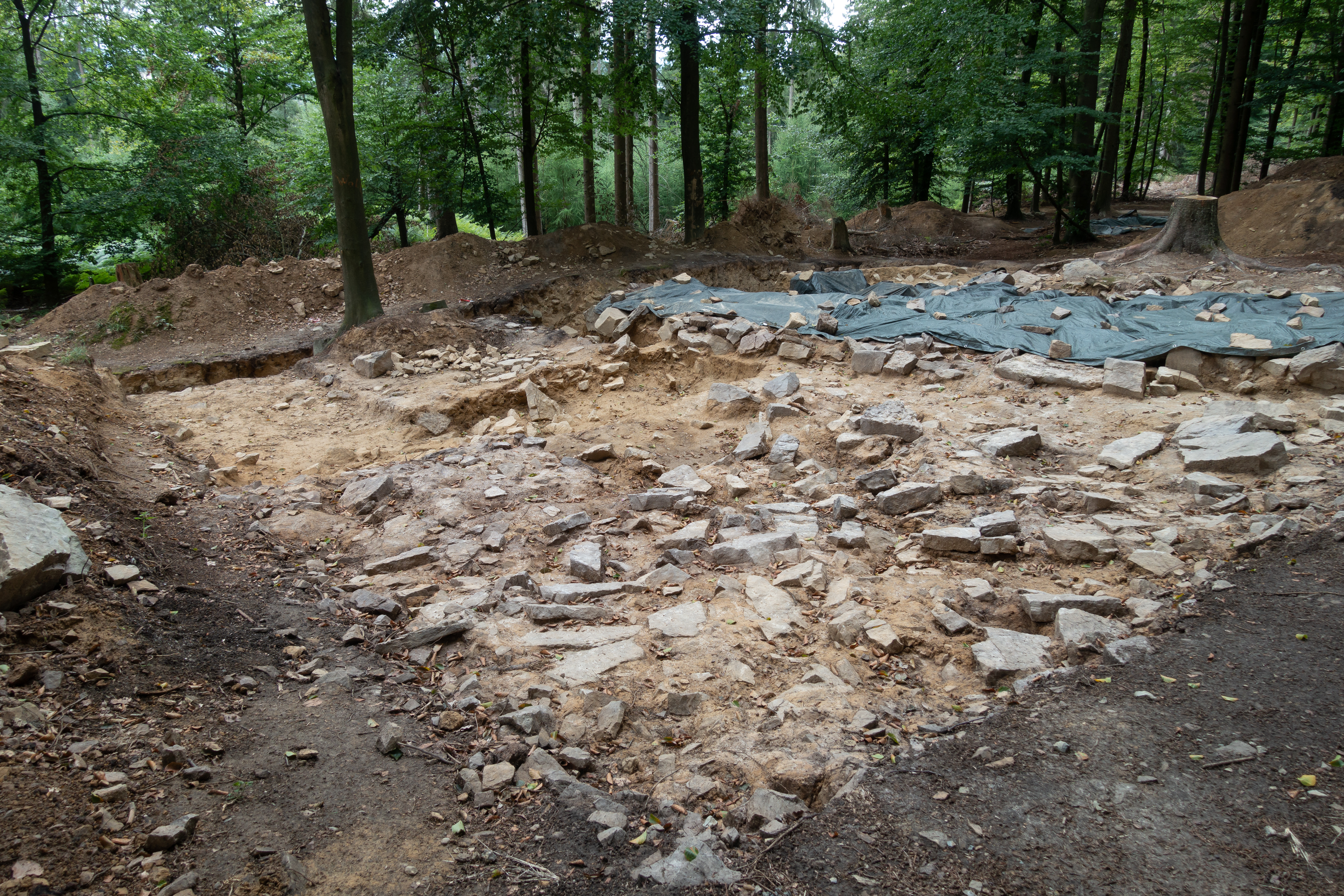
Grabungskampagne 2019

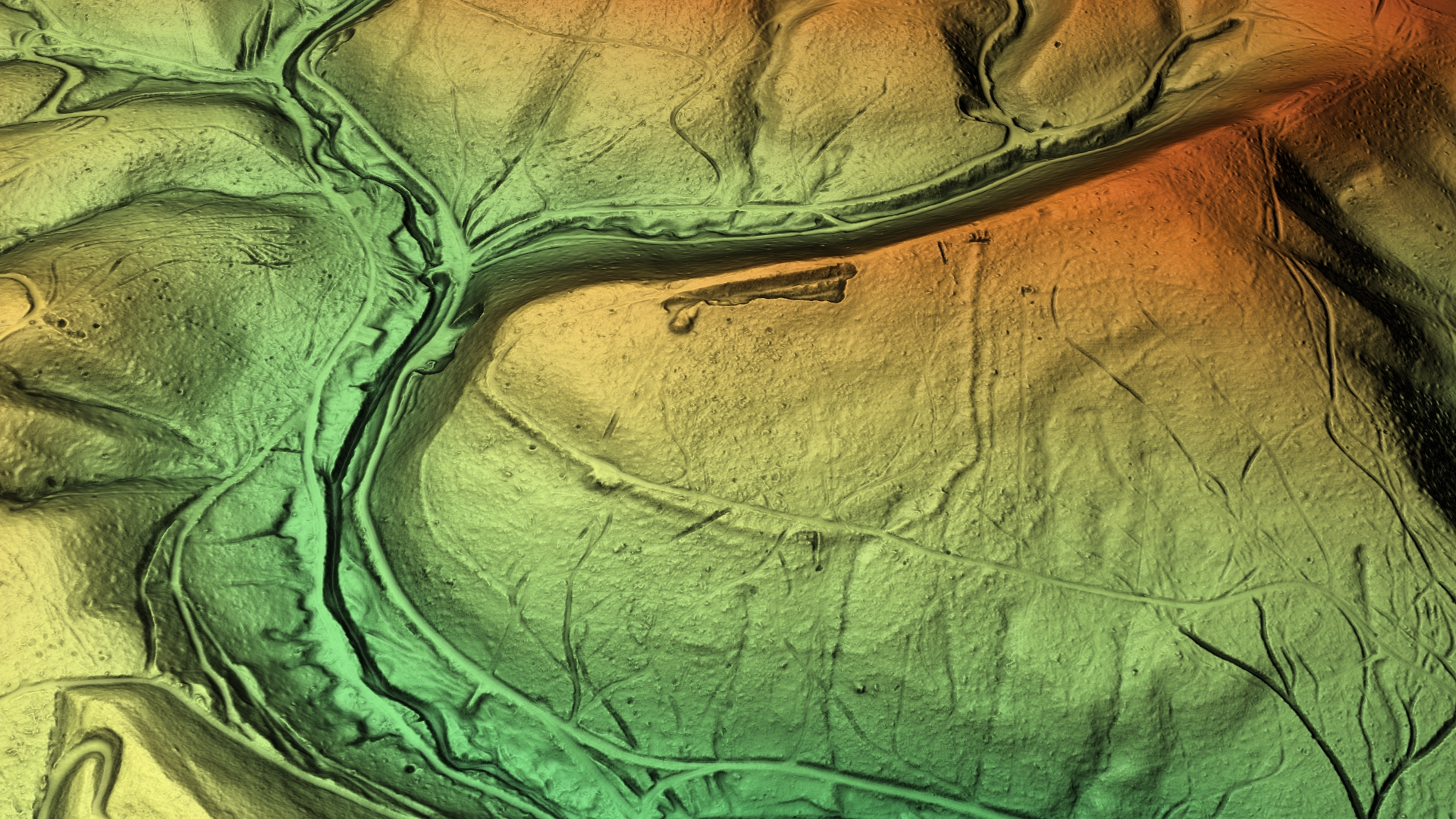
3D-Ansicht des digitalen Geländemodells

Der Piepenkopf ist eine im 3. Jahrhundert v. Chr. errichtete Wallburg auf einem südwestlich verlaufenden Sporn des 360 m hohen Kleeberges in der Mitte des Lipper Berglandes. Die in der keltischen La-Tène-Zeit erbaute Siedlung befindet sich in der Gemeinde Dörentrup, Kreis Lippe, und ist somit ein kulturhistorisches Bodendenkmal. Erst 1933 wurden die Reste des Ringwallsystems als solche von beachtlicher prähistorischer Bedeutung identifiziert, während des Zweiten Weltkriegs 1941 unter Denkmalschutz gestellt und bis 1966 eingehend vom damaligen Leiter des Lippischen Landesmuseums, Friedrich Hohenschwert, archäologisch untersucht. Im Sommer 2017, 2018 und 2019 wurden erneut Ausgrabungen durch Archäologen der Cardiff University durchgeführt. Die Ausgrabungen sollen in den nächsten Jahren fortgesetzt werden.

## Infrastruktur

### Befestigungswerk
Der 7 Hektar große, an der Nordseite des Begatals und östlich des Bachlaufes der Maibolte gelegene Ringwall besitzt eine Umwallung, die sich ausgezeichnet an die Geländegegebenheiten anpasst. Die schutzbedürftigere Ostseite des Bergsporns ist zudem noch mit einem Vorwall ausgestattet, der sich bis zum Fuß der Amelungsburg erstreckt. Dadurch wird ein Berggrat mit in die Anlage eingefasst der einen Zugang zum alten Höhenwegsystem gebildet hat. Diese einzige Burgbastion wird durch den kegelförmigen Keuperberg Amelungsburg, der eine hervorragende Wartefunktion mit weitem Ausblick erschließt, abgeschlossen. In der Fliehburg ist die Wasserversorgung durch eine vormals eingefasste Quellmulde gesichert, die den Südwall durchströmt und anschließend nochmals in einem jetzt versumpften Bassin aufgefangen wurde. Dieses Bassin und die auch außerhalb der Wallung befindlichen Terrassierungen lassen eine Nutzung des Geländes als Weidefläche für das Vieh der Bewohner erkennen. Begrenzt wird diese hangabfallende Fläche im Westen und Süden durch die Maibolte. An der nordseitigen Schlucht fehlt die Wallung, da hier lediglich eine Holzpalisade als Abschirmung genügte.

### Geografische Lage im historischen Kontext
Die Siedlung Piepenkopf der vorrömischen Eisenzeit hat eine Mittelpunktfunktion inne, wenn man die geografischen Verhältnisse in Betracht zieht. Sie liegt in der Mitte zwischen dem großen Weserbogen und dem Osning. In der damaligen Zeit ist sie also einen Tagesmarsch von diesen Barrieren entfernt. Auch befindet sie sich im Zentrum der beiden Mittelgebirgsketten Wiehengebirge und Osning, die parallel die Norddeutsche Tiefebene durchschneiden. Diese Gegebenheiten sind umso beachtenswerter, wenn man bedenkt, dass in der La-Tène-Zeit alle Siedlungen dieses Typs Höhensiedlungen sind. Diese „Burggemeinschaften“ befinden sich auch in Westfalen auf den oben genannten Bergrücken. Das Wiehen- und Wesergebirge verfügt über je fünf solcher Ringwälle; als Beispiel hierfür sei die Babilonie bei Lübbecke genannt. Der südliche Teutoburger Wald ist ebenfalls mit vier Höhenburgen vertreten, wie dem Tönsberg Lager. In direkter Nachbarschaft liegen im Lipper Bergland die Herlingsburg und die Rodenstatt in der Gemeinde Schieder-Schwalenberg. Sie alle bilden eine Enklave der „keltischen Welt“, weil sich die nächstgelegenen Anlagen in etwa 150 km Entfernung im südlichen Hessischen Bergland befinden. Die Besonderheit des Piepenkopfes liegt nun in der Tatsache, dass er als einzige westfälische Fluchtburg über den Sichtkontakt zu all den anderen aufgezählten Siedlungen verfügt.

## Archäologischer Befund

### Vorrömische Anlage

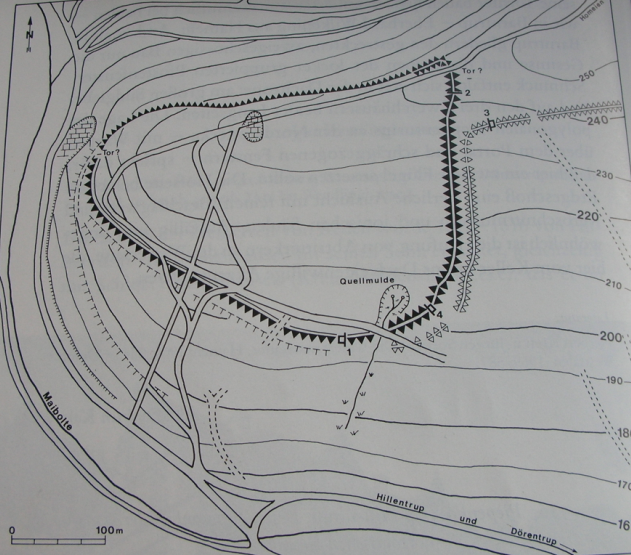
Grundriss des 7 ha umfassenden Piepenkopf

In seinen erst 1711 herausgegebenen Schriften erwähnt der auch in Lemgo tätige lutherische Theologe und als Reformator Westfalens bekannte Hermann Hamelmann eine „Hameleburg“ (Amelungsburg ?) in der Lemgoer Mark. Wörtlich: „Eine treffliche Feste auf der Höhe, auf die noch Reste auf dem Berg und viele Umstände hinweisen“. 1933 wurde die Anlage als eisenzeitlich eingestuft und bis Kriegsanfang durch Grabungen am Wall und im Innern untersucht. Die Grabungsergebnisse sind 1966 ausgewertet und vor Ort nachuntersucht worden. Überall im Innern der Anlage ist man bei den Grabungen auf eine sehr starke Brandschicht gestoßen. Bei den Untersuchungen am Wall fand man heraus, dass die mächtigen Wallpfosten nicht etwa im Boden des Befestigungswerkes verrottet sind, sondern sie wurden gewaltsam nach außen über den vorliegenden Wallgraben gezogen. Dieser Wallgraben ist so mit ehemaligem Wallwerk aufgefüllt. Es kann also von einer kriegerischen Auseinandersetzung, die zur Erstürmung, Brandschatzung und letztendlich zur konsequenten Schleifung der Befestigung führte, ausgegangen werden. Die Zerstörungen waren so vollständig, dass der Piepenkopf nicht wieder bebaut und somit bewohnt worden ist, was eine sehr gute Basis für zukünftige Forschungen darstellt.
Im Innern des Piepenkopfes sind bei Probegrabungen Keramikfragmente von Vorratsgefäßen, Trinkbechern und Kochtöpfen zum Vorschein gekommen, die alle auf eine Besiedlung von Generationen umspannender Dauer schließen lassen als auf eine nur bei Bedarf genutzte Fluchtburg. Die gewaltigen Anstrengungen der Erbauer würden der einer Fliehburg in qualitativen und quantitativen Ausmaßen also nicht gerecht werden. An dem Kohlenstoffgehalt der reichlich vorhandenen Brandreste wurde mit Hilfe der Radiokohlenstoffdatierung die Befestigung in das 3. bis 2. vorchristliche Jahrhundert bestimmt. Die Keramikfragmente sind ebenso eindeutig La-Tène-zeitlich einzuordnen.

### Sächsischer Ringwall
Südwestlich des Warthberges Amelungsburg befindet sich ein 8–10 m im Durchschnitt messender Wallring und ein dazugehöriger Wallabschnitt. Diese Erdwerke fallen in die Zeit der sächsischen Westfalen, somit in einen 1200 Jahre währenden jüngeren Zeitraum, worauf auch der Name Amelungsburg hinweist. Zwei ebenso La-Tène-zeitliche Höhensiedlungen, die Grotenburg bei Detmold und die gleichen Namens sich bei Hessisch Oldendorf aufragende Amelungsburg im Süntel besitzen solche sächsischen Vorwälle, die wahrscheinlich der Bewachung des Wegesystems dienten. Der Name Amelung geht auf einen der beiden Stammväter des einflussreichen sächsischen Geschlechts der Billunger, mit Titel und Namen Graf Amelung († 811 n. Chr.), zurück, welche fortan die Nebenlinie der Amelungen bilden, auf die möglicherweise im Nibelungenlied angespielt wird.

### Weiße Quarzsanddüne
Seit dem Jahr 2000, dem Beginn der intensiven archäologischen Erforschung der La-Tène-zeitlichen Schnippenburg bei Ostercappeln im Wiehengebirge, wird auch eine vorchristliche Glasherstellung im westfälischen Raum in Erwägung gezogen.
Seit Jahrtausenden wird zur Herstellung von Keramik, Metall und unabdingbar für Glas auf Quarz und Quarzit wegen der Härte und Verformbarkeit zurückgegriffen. Direkt am Piepenkopf tritt der Rohstoff Quarzit, als eines der härtesten und verschleißfestesten Gesteine überhaupt, zu Tage. Für einfache Mahlsteine das perfekte und auch am meisten benutzte Material. Die Stelle ist keine 30 m westlich zwischen Wall und der Maibolte gelegen. Zum Ende des Zweiten Weltkrieges wurden diese Vorräte, auf Grund der Rohstoffknappheit in Deutschland, im offenen Steinbruch abgebaut. Dies geschah aber nicht ohne vehemente Proteste des Amtes Rosenberg. Der gerade erst entdeckte Piepenkopf wurde für einen „Vorposten der freiheitsliebenden Cherusker gegen das Joch Roms“ ausgegeben und ein Quarzitabbau, der eine Zerstörung der Höhensiedlung zur Folge gehabt hätte, vom „Kulturamt Rosenberg“ konsequent abgelehnt. Abgebaut wurde trotzdem, wie der Grundriss zeigt, zeitbedingt aber nicht „auslöschend“. Ein zusätzliches Rohstoffvorkommen befindet sich 2 km weiter östlich der Wallburg. Es handelt sich um eine mächtige reinweiße Quarzsanddüne, die sich mit den Eiszeiten auf den 2 Millionen Jahre alten Tertiär als Geschiebe abgelagert hat. Geologisch sucht sie in Westfalen ihresgleichen, auch werden Teile davon in vorchristlicher Zeit freigelegen haben.
Siehe auch: Sandkultur

## Weblinks

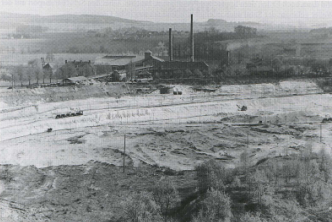
Dörentruper Sandgrube, Abbau des Quarzsandes